# Порто Сан Паоло (Олбија-Темпио)
Порто Сан Паоло је насеље у Италији у округу Сасари, региону Сардинија.
Према процени из 2011. у насељу је живело 991 становника. Насеље се налази на надморској висини од 20 м.